# Azatiwada

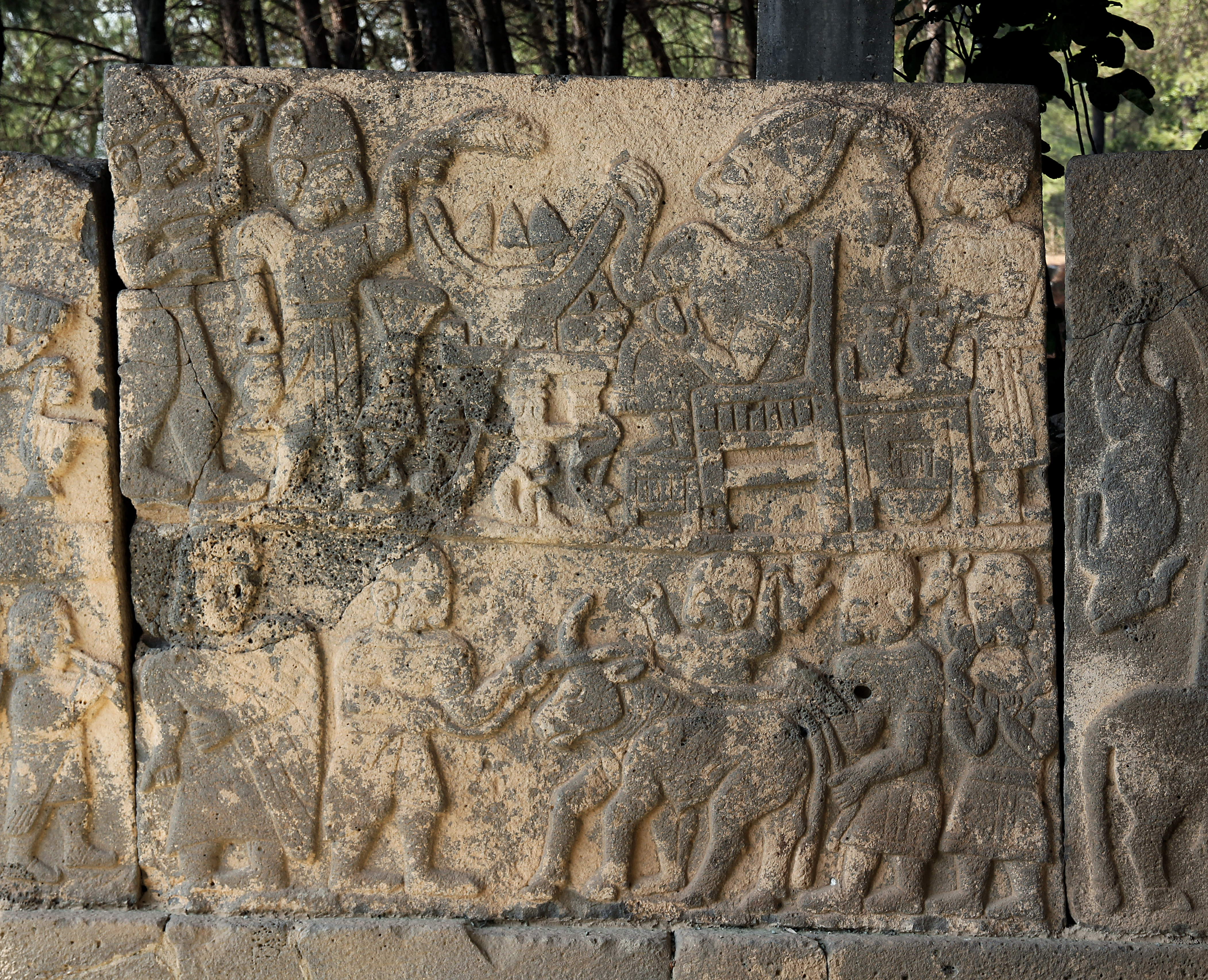
Azatiwada sitzend beim Festmahl (oben 2. v. r.) Relief vom Karatepe

Azatiwada, auch Azatiwata, war ein spätluwischer Herrscher des 8. Jahrhunderts v. Chr.

## Name
König Azatiwada wird in der Bilingue von Karatepe genannt. In der luwischen Hieroglyphenschrift wird der Name als á-za-ti-i-wa-tà-s und in der phönizischen Schrift mit ʾztwd geschrieben. Der luwische Name lautete mit Rhotazismus auch Azatiwara und bedeutet »Geliebt vom Sonnengott Tiwad«. Dieser Name ist noch erhalten im antiken Namen der pamphylischen Stadt Aspendos (heute: Belkıs), dessen einheimischer Name als ΕΣΤFΕΔΙΙΥΣ (Estwediiys) überliefert ist.

## Überlieferung
Azatiwada wurde von Awariku (phön. ʾwrk), dem König von Adana als Unterkönig eingesetzt. Dieser führte seine Abstammung auf Mukasa (luw. mu-ka-sa; phön. mpš) zurück, der von der Forschung wegen der phönizischen Schreibung häufig mit dem Mopsos der griechischen Sage verbunden wird. Azatiwada gründete die Festung Azatiwataya, das heutige Karatepe-Arslantaş am Ceyhan im Süden des Taurusgebirges in der Türkei. Er gilt als Urheber der als Bilingue von Karatepe bekannten Inschrift, die maßgeblich zur Entzifferung der luwischen Hieroglyphen beitrug.